# Kurt Schustehrus

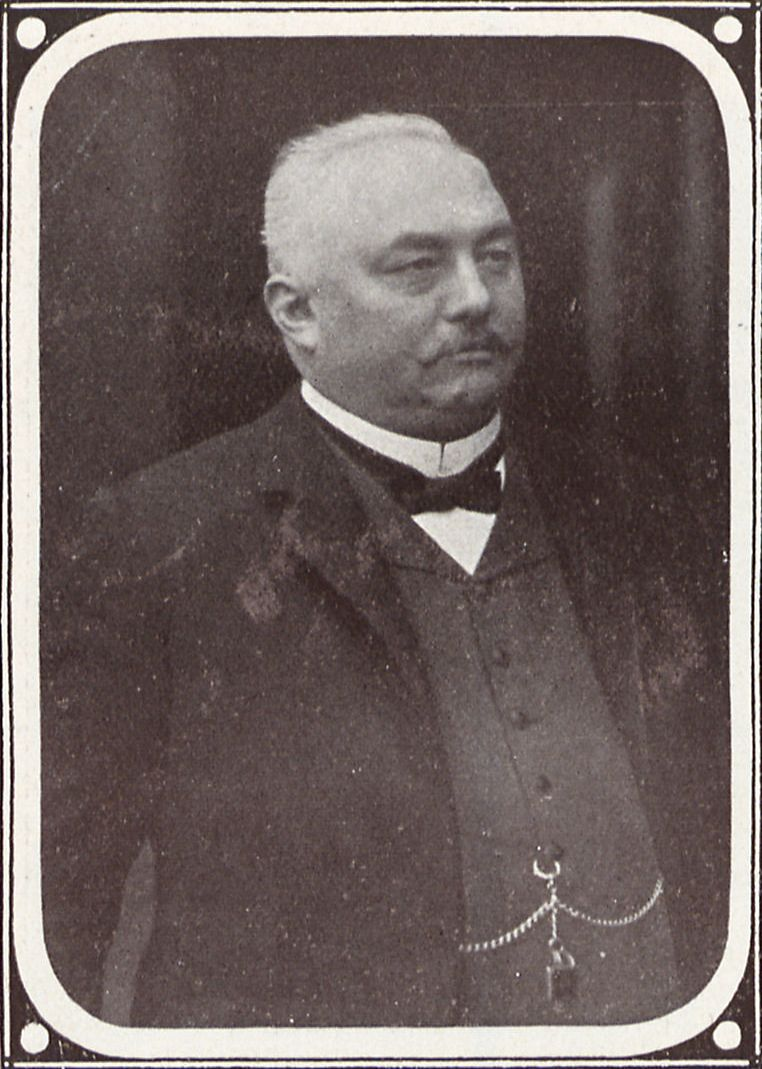
Kurt SchustehrusOberbürgermeister von Charlottenburg

Kurt Louis Wilhelm Schustehrus (* 25. März 1856 in Rittergut Bärholz bei Thierenberg im Samland; † 27. Februar 1913 in Berlin) war ein deutscher Kommunalpolitiker, Mitglied des Preußischen Herrenhauses, des Provinziallandtages und -ausschusses der Provinz Brandenburg. Von 1900 bis 1913 war er Oberbürgermeister von Charlottenburg.

## Leben
Schustehrus wurde als Sohn des Rittergutsbesitzer Julius Schustehrus und dessen Ehefrau Augusta geb. Meyer geboren. Er  besuchte das Altstädtische Gymnasium in Königsberg in Preußen und studierte anschließend an der dortigen Albertina Universität  und in Leipzig Rechtswissenschaften. Während seiner Studien wurde er 1874  Mitglied der Burschenschaft Germania Königsberg.
Nach dem Studium begann er eine juristische Laufbahn in Thorn, er wurde 1889 dort Zweiter Bürgermeister der Stadt. Im März 1893 wurde er zum Ersten Bürgermeister von Nordhausen gewählt. In dieser Eigenschaft initiierte er den Bau der Harzquerbahn und der Harztalsperre.
Am 14. September 1898 wurde er zum Ersten Bürgermeister in Charlottenburg gewählt und am 1. Februar 1899 in sein Amt eingeführt. Am 27. Januar 1900 wurde ihm durch Allerhöchste Kabinettsorder der Titel Oberbürgermeister verliehen. Das Amt hatte er bis zum 31. Januar 1913 inne.
Am 3. August 1905 erhielt Schustehrus die Berufung als Abgeordneter für das Herrenhaus „auf Präsentation der Stadt Charlottenburg“. Das Präsentationsrecht war aus Anlass des 200-jährigen Gründungsjubiläums Charlottenburgs am 15. Mai 1905 verliehen worden.
Um die Jahrhundertwende wohnte Schustehrus in der Augsburger Straße 62 und von 1910 bis zu seinem Tod am Kurfürstendamm 57. Er verstarb mit 56 Jahren am 27. Februar 1913 gegen 9:30 Uhr im Krankenhaus Westend. Die Berliner Volkszeitung vermeldete noch am 24. Februar 1913, dass sein Gesundheitszustand verbessert habe und er wieder bei vollem Bewusstsein sei. Die Trauerfeier fand am 2. März 1913 in den Rathausfestsälen statt. Anschließend wurde der Leichnam über den Bahnhof Westend nach Thorn überführt, wo einen Tag später die Beisetzung durch die Evangelischen Kirche Neustadt stattfand. Schustehrus war verheiratet mit Elisa geb. Weese.

## Ehrungen
Er ist Namensgeber des Schustehrusparks in Berlin. Die angrenzende Schustehrusstraße trägt seit 1950 seinen Namen.
Das älteste erhaltene Haus Charlottenburgs in der Schustehrusstraße 13 wurde als begehbares Baudenkmal ähnlich einem kleinen Heimatmuseum eingerichtet und zeigt die Wohnverhältnisse aus der Zeit von Schustehrus’ Wirken.
Im vorderen Treppenhaus vom Rathaus wurde eine Büste zum Gedenken an Kurt Schustehrus aufgestellt. Im Lily-Braun-Saal des Amtshauses hängt ein Porträt, das ihn als Oberbürgermeister zeigt. Es wurde von Rudolf Schulte im Hofe angefertigt.